# Stare Poricicea, Horodok
Stare Poricicea (în ucraineană Старе Поріччя) este un sat în comuna Nove Poricicea din raionul Horodok, regiunea Hmelnîțkîi, Ucraina.

## Demografie
Componența lingvistică a localității Stare Poricicea
     Ucraineană (99,59%)
     Alte limbi (0,41%)
Conform recensământului din 2001, majoritatea populației localității Stare Poricicea era vorbitoare de ucraineană (99,59%), existând în minoritate și vorbitori de alte limbi.